# Unit4
 (août 2014).
Si vous disposez d'ouvrages ou d'articles de référence ou si vous connaissez des sites web de qualité traitant du thème abordé ici, merci de compléter l'article en donnant les références utiles à sa vérifiabilité et en les liant à la section « Notes et références ».
Unit4 est un éditeur de logiciel. L'entreprise conçoit et fournit des logiciels de gestion d'entreprise, (aussi appelés Progiciels de Gestion Intégrés (PGI) ou Entreprise Resource Planning (ERP)) pour les collaborateurs des entreprises de services. Unit4 possède des filiales et des bureaux dans 23 pays d'Europe, d'Amérique du Nord et de la région Asie Pacifique.
En 2015, Unit4 a annoncé un partenariat avec Microsoft pour créer des applications d'entreprise utilisant Microsoft Azure. Depuis 2025, Unit4 offre ses services uniquement sous forme de SaaS.

## Histoire
En 2008, Unit4 acquiert le groupe CODA .
Unit4 est racheté en 2013 par le fonds d’investissement Advent International pour 1,2 milliard d'euros. La même année, Agresso France et Unit4 Coda en France fusionnent et deviennent Unit4 France.
En 2015, Unit4 rachète l’éditeur américain Three Rivers spécialisé dans le secteur de l’éducation . En 2016, Unit4 acquiert Prevero, présent dans les solutions de Corporate Performance Management (CPM) et d'Informatique décisionnelle (aussi appelé business intelligence).
En 2021, Unit4 est racheté par le fond d'investissement américain TA Associates et le fond suisse Partners Group pour 2 milliards de dollars américains.